# Squash na Igrzyskach Panamerykańskich 2015

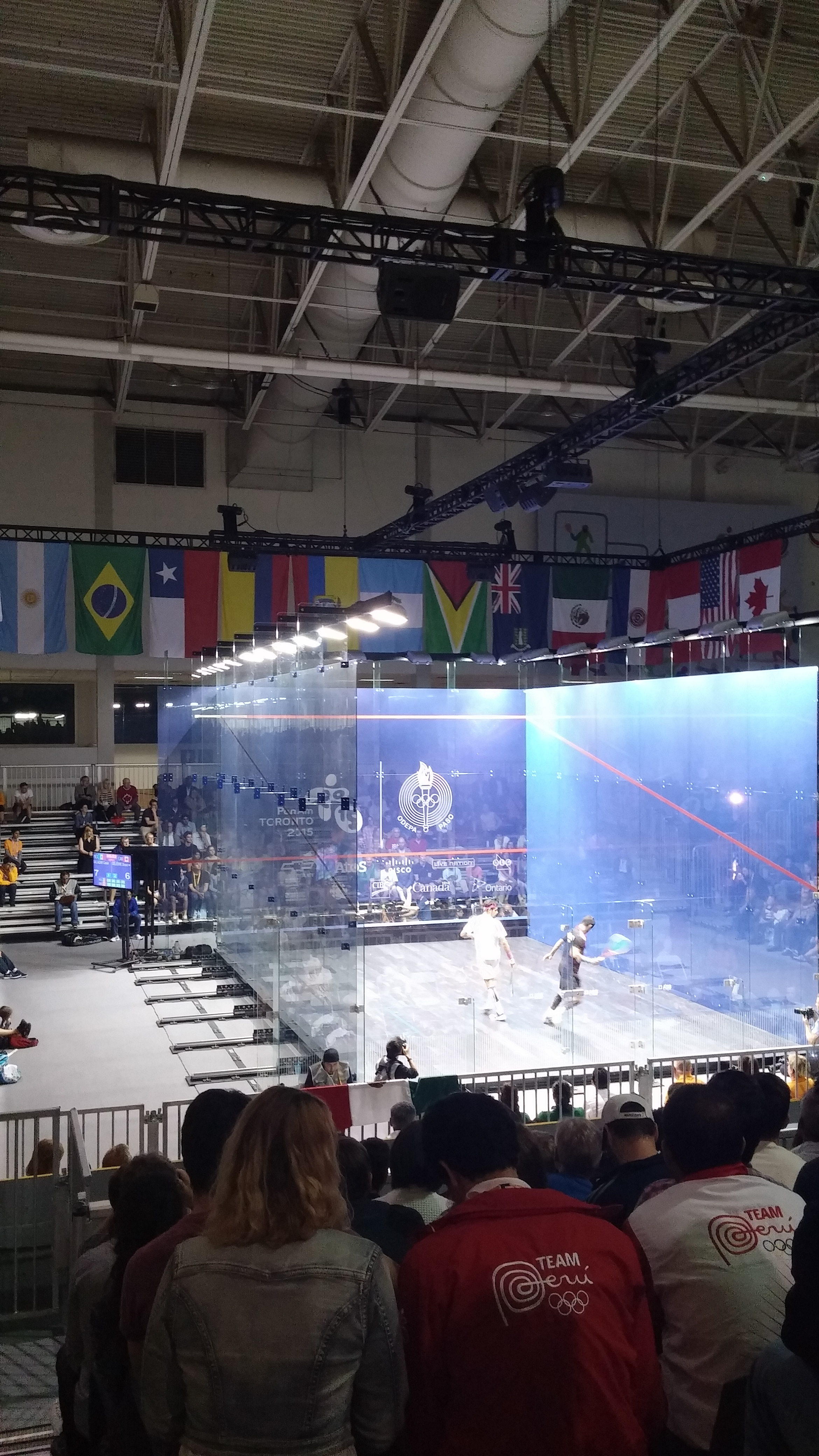
Hala zawodów

Squash na Igrzyskach Panamerykańskich 2015 odbywał się w dniach 25–31 lipca 2019 roku w Exhibition Centre w Toronto. Pięćdziesięcioro sześcioro zawodników obojga płci rywalizowało łącznie w sześciu konkurencjach indywidualnych i zespołowych.

## Podsumowanie

### Klasyfikacja medalowa
| Klasyfikacja medalowa | Klasyfikacja medalowa | Klasyfikacja medalowa | Klasyfikacja medalowa | Klasyfikacja medalowa | Klasyfikacja medalowa |
| Miejsce               | państwo               | Złoto                 | Srebro                | Brąz                  | Razem                 |
| --------------------- | --------------------- | --------------------- | --------------------- | --------------------- | --------------------- |
| 1                     | Stany Zjednoczone     | 3                     | 1                     | 2                     | 6                     |
| 2                     | Kolumbia              | 2                     | 0                     | 2                     | 4                     |
| 3                     | Kanada                | 1                     | 3                     | 2                     | 6                     |
| 4                     | Meksyk                | 0                     | 1                     | 4                     | 5                     |
| 5                     | Peru                  | 0                     | 1                     | 1                     | 2                     |
| 6                     | Argentyna             | 0                     | 0                     | 1                     | 1                     |
| Razem                 | Razem                 | 6                     | 6                     | 12                    | 24                    |

### Medaliści
| Konkurencja    | 1. miejsce                                                              | 2. miejsce                                               | 3. miejsce |           |
| Mężczyźni      | Mężczyźni                                                               | Mężczyźni                                                | Mężczyźni | Mężczyźni |
| -------------- | ----------------------------------------------------------------------- | -------------------------------------------------------- | --- | --------- |
| Gra pojedyncza | Miguel Rodríguez                                                        | Diego Elías                                              | Shawn Delierre César Salazar |           |
| Gra podwójna   | Kolumbia · Andrés Herrera · Juan Vargas                                 | Kanada · Andrew Schnell · Graeme Schnell                 | Stany Zjednoczone · Christopher Gordon · Chris Hanson Peru · Andrés Duany · Diego Elías                                                 |           |
| Drużynowo      | Kanada · Shawn Delierre · Andrew Schnell · Graeme Schnell               | Meksyk · Eric Gálvez · Cesar Salazar · Arturo Salazar    | Argentyna · Rodrigo Pezzota · Robertino Pezzota · Leandro Romiglio Stany Zjednoczone · Christopher Gordon · Chris Hanson · Todd Harrity |           |
| Kobiety        |                                                                         |                                                          | |           |
| Gra pojedyncza | Amanda Sobhy                                                            | Olivia Blatchford                                        | Samantha Cornett Samantha Terán |           |
| Gra podwójna   | Stany Zjednoczone · Natalie Grainger · Amanda Sobhy                     | Kanada · Samantha Cornett · Nikki Todd                   | Kolumbia · Catalina Peláez · Laura Tovar Pérez Meksyk · Samantha Terán · Karla Urrutia                                                  |           |
| Drużynowo      | Stany Zjednoczone · Olivia Blatchford · Natalie Grainger · Amanda Sobhy | Kanada · Samantha Cornett · Nikki Todd · Hollie Naughton | Meksyk · Samantha Terán · Karla Urrutia · Diana Garcia Kolumbia · Catalina Peláez · Laura Tovar Pérez · Karol Gonzalez                  |           |